# Laurent Pichon
Laurent Pichon (født 19. juli 1986 i Quimper) er en forhenværende cykelrytter fra Frankrig.